# Elvin Bell

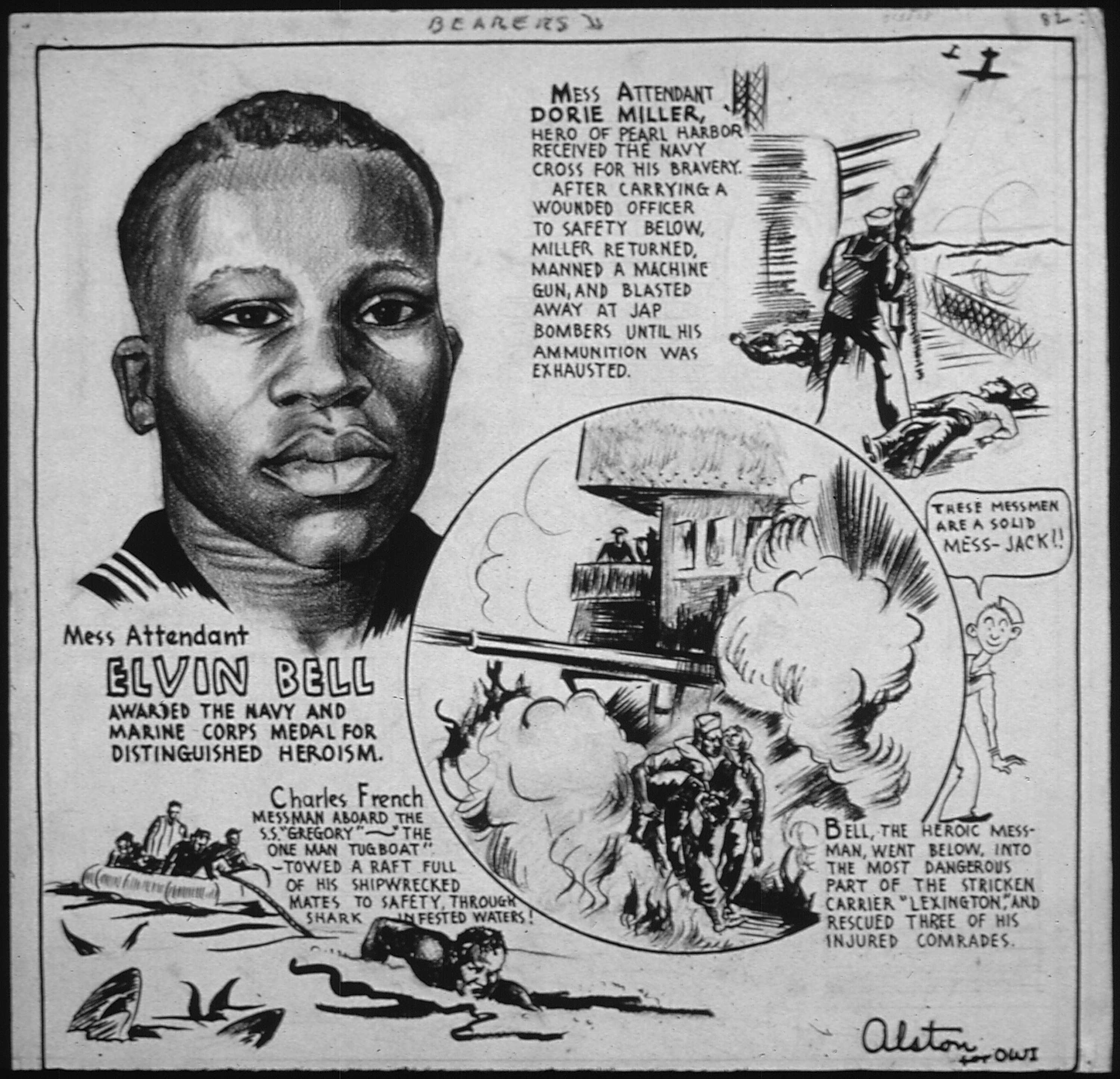
Elvin Bell naast Doris Miller en Charles Jackson French.

Elvin Bell was een gedecoreerde Afro-Amerikaanse held die bij de Amerikaanse marine die diende tijdens de Tweede Wereldoorlog. Op 8 mei, toen de USS Lexington (CV-2) beschadigd werd in de strijd, wist hij zich te onderscheiden door drie mannen te redden.

## USS Lexington
De USS Lexington (CV-2) was een Amerikaans vliegdekschip tijdens de Tweede Wereldoorlog. Het was een onderdeel van de Pacifische vloot en had 2.122 mannen aan boord. Het schip ontkwam aan de aanval op Pearl Harbor doordat het onderweg was naar Midway om vliegtuigen af te leveren. Daarnaast nam het schip deel aan de afgebroken aanval op het eiland Wake.

## 8 mei 1942
Tijdens de slag in de Koraalzee, op 8 mei 1942, werd de USS Lexington zwaar beschadigd. Twee torpedo's en drie bommen zorgden voor dat het schip beschadigd werd. Hoewel het aanvankelijk leek dat de schade beperkt was, kwamen benzinedampen tot ontploffing en bleek het niet mogelijk om het schip te redden. Een van de mannen die hielp om het schip te redden was Elvin Bell. Langzaamaan werd duidelijk dat het schip verloren was. Kapitein Mort Seligman riep de in zijn buurt aanwezige mannen om zich heen en sprak: 'Er zijn drie mannen in ruim zo-en-zo. Dat is onder het vuur. Om hen te bereiken, moet een van jullie langs het vuur gaan en door passage X.'

Bell, met beschermende kleding aan, salueerde en sprak: 'Ik ga wel, sir.'
Seligman vroeg daarop: 'Weet je zeker hoe je ze moet bereiken?' 
-'Yes, sir, ik weet de weg.' 
'Je realiseert je dat je het mogelijk nooit haalt of niet half om terug te komen?' 
-'Yes, sir, dat weet ik. Maar ik zou het alsnog graag proberen,' antwoordde Bell.
Seligman gaf toestemming en zou wachten totdat Bell terug kwam.
Bell moest zich verschillende gangen doorwerken en trappen afgaan om bij de mannen te komen. Deze ruimtes waren ondertussen heet geworden door het vuur en moeilijk te passeren door de rook. Desondanks slaagde Bell erin om de drie mannen te bereiken. Toen hij uiteindelijk verscheen was hij niet alleen, maar had hij de drie geredde manschappen bij zich.
De USS Lexington was uiteindelijk niet meer te redden en nadat alle nog aanwezige bemanning geëvacueerd was, vuurde de torpedobootjager USS Phelps (DD-360) twee torpedo's af die het schip tot zinken bracht. Het nieuws van het zinken van de Lexington werd aanvankelijk geheim gehouden om te voorkomen dat de Japanse inlichtingendiensten dit te weten zouden komen. Bell kreeg voor zijn daad de Navy and Marine Corps Medal uitgereikt. Voor deze medaille werd gekozen omdat het hier ging om heldhaftig handelen in niet-gevechtshandelingen. Deze werd in 1943, nadat bekend was geworden dat de Lexington was gezonken, uitgereikt. 
Wat er na de Tweede Wereldoorlog met Elvin Bell gebeurde is niet bekend.

## Citatie
'The President of the United States of America takes pleasure in presenting the Navy and Marine Corps Medal to Machinist's Apprentice Third Class Elvin Bell (NSN: 6460419), United States Navy, for heroism involving voluntary risk of life not involving conflict with an armed enemy, while serving aboard the Aircraft Carrier U.S.S. LEXINGTON (CV-2), on 8 May 1942, during the Battle of the Coral Sea. Machinist's Apprentice Third Class Bell voluntarily joined a repair party fighting fire in an area frequented by violent explosions of gasoline vapor and ammunition and, although emerging in an exhausted condition, unhesitatingly entered the most dangerous section of the stricken carrier and assisted in removing injured personnel who had been trapped below decks. His courage and utter disregard for his own safety were in keeping with the highest traditions of the United States Naval Service.'